# Via Amerina

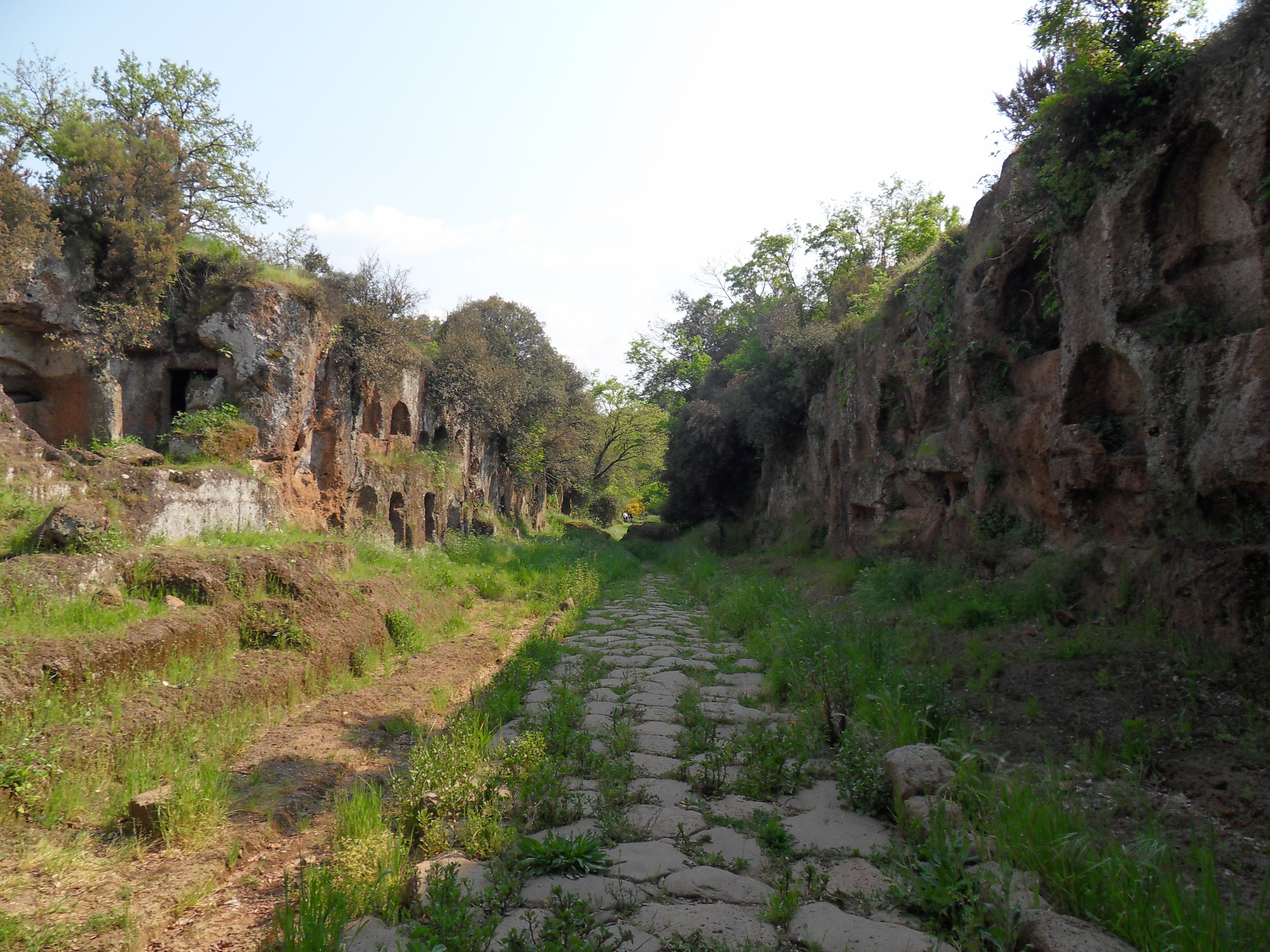
Odcinek Via Amerina w okolicy starożytnego Falerii Novi

Przebieg Via Amerina na obszarze Etrurii

Via Amerina – droga rzymska prowadząca z Rzymu do Amerii (Amelia) i Peruzii (Perugia), zbudowana w latach 241–240 p.n.e. jako odgałęzienie Via Cassia.
Służyła umocnieniu rzymskiej obecności w Etrurii, na niedawno podbitym terytorium Falisków. Przez ich ziemie prowadziła z Wiecznego Miasta wprost na północ, w swej części południowej pierwotnie nazywana Via Annia. Od wiodącej na północny zachód Via Cassia odbiegała po 21 milach na wysokości postoju (stacji drogowej) Vaccanae i schodząc po zboczu wygasłego wulkanu Baccanae, przechodziła przez Nepete i Falerii Novi, docierając do przeprawy przez Tyber w Hortae (Castellum Amerinum) i do zbiegu ze starszym szlakiem Via Claudia.
Kiedy Faroald, longobardzki książę Spoleto, w latach 70. VI wieku zajął Via Flaminia – „drogę życia” pomiędzy Rzymem i Rawenną, Via Amerina została odnowiona i ufortyfikowana. Tym samym była ostatnią drogą rzymską w Italii, jaką budowano w końcowym okresie wielkiej wędrówki ludów, na przełomie świata antycznego i średniowiecza.